# 小行星23756
小行星23756（23756 Daniellozano）是一颗绕太阳运转的小行星，为主小行星带小行星。该小行星于1998年5月发现。

## 轨道参数
小行星23756的轨道半长轴为342 965 734 km，2.2925517 UA，离心率为0.142。